# 劉長 (濟陰王)
刘长（1世纪—84年3月10日），東漢明帝的九子，生母不详。
東漢永平十五年（72年），刘长封为济阴王。漢章帝建初四年（79年），以东郡之离狐、陈留郡之长垣益济阴国。建初九年闰正月十五（84年3月10日），刘长在京师去世，没有就国，谥号悼，无子，济阴国除。
| 前任： 無 | 東漢济阴王 72年－84年在位 | 繼任： 無 |

## 延伸阅读
[在维基数据编辑]
 《後漢書/卷50》，出自范晔《後漢書》